# We Can't Dance
We Can't Dance es el decimocuarto álbum de estudio de la banda de rock progresivo británica Genesis, publicado en 1991 por Atlantic. 
Es el último trabajo en el que participa Phil Collins, vocalista y percusionista del grupo.
Genesis continuó con sus actividades como grupo durante algunos años en giras internacionales para disolverse y volver a formarse unos años más tarde con un nuevo vocalista. El disco fue gran éxito de ventas del grupo a nivel internacional.
We Can't Dance fue el primer disco en estudio de la banda en cinco años, siendo su anterior trabajo de estudio Invisible Touch de 1986. 
El disco llegó a ser N.º 4 en la lista Billboard de éxitos musicales de Estados Unidos y otro número 1 de Génesis en el Reino Unido. Aun siendo un disco popular en otros países su éxito fue mucho más reducido. Del disco se extrajeron los sencillos "I Can't Dance" (N.º 7), "No Son Of Mine" (N.º 12), "Hold On My Heart" (N.º 12), "Never A Time" (N.º 21) y "Jesus He Knows Me" (N.º 23), este último, una parodia de letra ácida sobre el fenómeno de los telepredicadores norteamericanos, sería uno de los grandes éxitos comerciales del disco.
Una nueva edición del álbum en formato DVD ha sido lanzada en octubre de 2007.

## Historia
En julio de 1987, el plantel de Genesis, compuesto del baterista y cantante Phil Collins, el tecladista Tony Banks, y el bajista y guitarrista Mike Rutherford finalizaron su gira mundial de 1986-1987 para promocionar su decimotercer disco Invisible Touch (1986). La gira de 112 conciertos, atendida por una cantidad estimada de 3.5 millones de personas, fue extremadamente agotadora para el grupo, particularmente para Rutherford, tras la muerte de su padre y además de casi perder a su hijo Harry debido a un nacimiento difícil. La banda entró en un periodo de inactividad de tres años y medio, durante el cual cada miembro continuó con sus respectivos proyectos en solitario. Collins logró éxito comercial a nivel mundial con su lanzamiento solista ...But Seriously (1989), mientras la banda de Rutherford, Mike and the Mechanics, también empezó a tener éxitos. Banks y Rutherford esperaban que Collins abandonara la banda por este periodo, pero él se quedó para grabar otro disco de Genesis con ellos. La banda inicialmente aceptó entrar a producción en 1990, pero fue aplazado a 1991 debido a la larga gira en solitario de Collins. El título del disco derivó parcialmente de la popularidad de la música electrónica bailable y su presencia en las listas en la época.

## Canciones
Algunas canciones tratan con temas serios y sociales; "No Son of Mine" trata el tema de la violencia doméstica de un chico de quince años que originó con Collins repitiendo la frase "no son of mine" como una lírica vaga durante las sesiones de composición en lugar de una canción de comentario social. "Dreaming While You Sleep" trata sobre un conductor y la culpa que éste sufre tras no haberse detenido al provocar un accidente de tránsito. La primera tiene una muestra de un sonido que Rutherford logró mientras estaba "jugando a mezclar dos notas" que Banks grabó de un micrófono con su Emulador E-Mu del cual había hecho un sample y lo hizo más lento, creando un ruido con el que lo comparó con el sonido de un elefante. "Driving The Last Spike", un tema de 10 minutos, es sobre los ingenieros navales irlandeses quienes ayudaron a construir rieles en el Reino Unido, y las pésimas e inseguras condiciones de trabajo que tenían que soportar. Collins la escribió tras recibir un libro sobre el tema por una persona que buscaba producir una serie de televisión sobre ello. Banks utilizó un parche de un órgano Hammond en la pista, la cual referencia su prominente uso de dicho instrumento a inicios de la carrera de Genesis. El otro tema largo, "Fading Lights", salió por improvisación grupal. "Since I Lost You" fue escrita por Collins para su amigo Eric Clapton. El 20 de marzo de 1991, Conor, hijo de Clapton de cuatro años murió tras caer de un edificio desde el quincuagesimotercer piso del apartamento de un amigo de su madre en Ciudad de Nueva York, aterrizando en el techo de un edificio cercano de cuatro pisos. Banks y Rutherford eran los únicos miembros en el estudio ese día, y tocaron la música que ellos escribieron para Collins al día siguiente. Collins dijo, "Directamente, fui cantando las cosas que oirás en el disco", y escribió un puñado de letras basadas en el incidente, sin revelar de que se trataban a sus colegas hasta que él las terminó. Algunas líneas fueron sacadas de una conversación que tuvo Collins con Clapton tras el incidente. "Tell Me Why" es una crítica a la Guerra del Golfo y habla del sufrimiento del pueblo kurdo tras sus consecuencias. Collins tuvo la idea de un reportaje de televisión mientras cenaba con su esposa e hija. "Asi que mezclé mis sentimientos con pensamientos previos sobre Bangladesh y Etiopía".
El material serio fue balanceado con canciones más cortas y ligeras. "I Can't Dance" es una crítica a los modelos que aparecen en los comerciales de jeans que eran populares en ese entonces, y fue construida sobre la base de un riff de la guitarra de Rutherford. Banks notó que su parte de piano eléctrico era uno de los riffs más mínimos que ha tocado al grabar y había pensado en un estilo escuchado en "Feelin' Alright?" de Traffic. "Jesus He Knows Me" es una parodia del movimiento televangelista en los Estados Unidos, el cual los miembros veían en televisión mientras hacían una gira por el país. "Living Forever" trata con la visión cínica de la obsesión de la sociedad con las dietas modernas y los estilos de vida. Su nombre original de producción era "Hip-Hop Brushes" luego de que Collins adquiriera nuevos discos de batería para su máquina de percusión E-mu SP-1200 y preparó un patrón orientado al hip-hop utilizando su sonido de pincel, como el recordaba, alrededor de diez minutos el grupo tocó y luego desarrolló la canción de ahí.
Dos canciones, "On the Shoreline" y "Hearts of Fire", fueron removidas del álbum por límites de tiempo, y fueron lanzadas como B-Sides para los sencillos "I Can't Dance" y "Jesus He Knows Me" respectivamente, además de aparecer en Genesis Archive 2: 1976-1992 y Genesis 1983-1998.
Entre los teclados que Banks toca en el álbum están el Korg 01/W Music Workstation, el Korg Wavestation, el Ensonig VFX, el Roland JD-800, el Roland Rhodes VK-1000, y el E-mu Emulator III; este último permitió que Banks creara samples en estéreo.

## Lista de canciones
Todas las canciones fueron escritas por Tony Banks, Phil Collins y Mike Rutherford.

| N.º | Título                     | Duración |  |
| 1.  | «No Son of Mine»           | 6:41     |  |
| 2.  | «Jesus He Knows Me»        | 4:23     |  |
| 3.  | «Driving The Last Spike»   | 10:10    |  |
| 4.  | «I Can't Dance»            | 4:04     |  |
| 5.  | «Never a Time»             | 3:52     |  |
| 6.  | «Dreaming While You Sleep» | 7:21     |  |
| 7.  | «Tell Me Why»              | 5:00     |  |
| 8.  | «Living Forever»           | 5:42     |  |
| 9.  | «Hold on My Heart»         | 4:40     |  |
| 10. | «Way of the World»         | 5:40     |  |
| 11. | «Since I Lost You»         | 4:10     |  |
| 12. | «Fading Lights»            | 10:27    |  |

## Personal
- Tony Banks: Teclados
- Phil Collins: Percusión, batería, voz.
- Mike Rutherford: Bajo, guitarra.
- Productores: Genesis, Nick Davis
- Ingeniero: Nick Davis
- Asistente de ingeniero: Mark Robinson
- Asistencia técnica: Mike Bowen, Geoff Callingham
- Dirección: Icon Art
- Diseño: Icon Art
- Artwork: Felicity Roma Bowers
- Ilustraciones del disco: Felicity Roma Bowers
- Fotografía: David Scheinmann